# Kryptosega
Kryptosega  (лат.) — род ос-блестянок из подсемейства Amiseginae. 2 вида.

## Распространение
Остров Новая Гвинея.

## Описание
Мелкие осы-блестянки. Пронотум немного короче (0,8-0,9) длины скутума, а метанотум короче скутеллюма. Затылочный киль развит, щёчные бороздки заметные. Мезоплеврон с бороздками. Проподеум округлый. Самцы крылатые; самки не известны. Коготки лапок зубчатые. Паразитоиды. Таксон был впервые описан в 1986 году американским гименоптерологом Linsey Siri Kimsey (University of California at Davis, Дейвис, Калифорния, США).

## Систематика
2 вида.
- Isegama anomala Kimsey, 1986 — Папуа — Новая Гвинея[2]
- Isegama kaindeana Kimsey, 1986 — Папуа — Новая Гвинея